# Seleção Brasileira de Futebol de Areia
A Seleção Brasileira de Futebol de Areia representa o Brasil nas competições internacionais de futebol de areia (ou beach soccer). Foi criada em 1998 pela Confederação de Beach Soccer do Brasil (CBSB), entidade que organiza a modalidade no país. É campeã de 16 Copas do Mundo de Futebol de Areia, sendo a seleção nacional mais vitoriosa do esporte, e atual campeã.

## História
Entre a metade dos anos 1990 até o final da década de 2000 era uma seleção praticamente imbatível, de 1995 a 2004 quando a Copa do Mundo de Futebol de Areia ainda não era organizada pela FIFA, o Brasil conquistou nove dos dez títulos que disputou. A partir de 2005, já sob o controle da FIFA, o Brasil ganhou 4 dos 5 títulos mundiais quando a Copa do Mundo era realizada anualmente.
Mas a partir de 2010, com o Mundial sendo realizado a cada dois anos, a seleção brasileira começou a decair. Em 2011 perdeu a final para a Rússia e ficou com o vice campeonato mundial. Em 2013 perdeu para a Espanha na semifinal e ficou em terceiro lugar após derrotar o Taiti. O pior desempenho do Brasil no futebol de areia foi em 2015, quando perdeu para a Rússia e ficou fora da semifinal pela primeira vez, terminando em quinto lugar. Recuperou a hegemonia da modalidade ao conquistar o título mundial nas Bahamas na Copa do Mundo de 2017.

### O Hexa
O Brasil encerrou um jejum de sete anos sem títulos na Copa do Mundo ao conquistar o título na vitória por 6 a 4 sobre a Itália na grande final em Dubai. E tornou-se o primeiro hexacampeonato mundial de uma seleção brasileira de futebol. A campanha da equipe foi fantástica, acumulando 6 vitórias em 6 jogos, além de uma virada épica contra o Irã na semifinal.
O Brasil disputou a primeira fase no do Grupo D, que contava com Omã, Portugal e México. O time brasileiro começou a caminhada para o título contra Omã em 16 de fevereiro, a vitória contou com gols de Edson Hulk (2), Mauricinho, Catarino e Rodrigo,  o placar terminou em 5 a 3 para Canarinho. Já em 18 de fevereiro, o Brasil disputou o clássico de areia contra Portugal e em jogo duríssimo o time brasileiro venceu por 3 a 2 na prorrogação, após a abrir 2 a 0 no placar, com gols de Rodrigo e Catarino, os portugueses empataram o duelo com Bê Martins e Jordan. Faltando 25 segundos para o fim do tempo normal, Portugal teve a oportunidade de virar o duelo, mas Bobô defendeu o pênalti cobrado por Bê Martins. Na prorrogação e Mauricinho decidiu para a Amarelinha.. A seleção fechou a primeira fase em vitória sobre o México por 4 a 3 novamente na prorrogação, o time verde-amarelo triunfou com um gol no último segundo da prorrogação. Os gols brasileiros foram marcados por Edson Hulk (2), Mauricinho, Alisson.
Em 22 de fevereiro, o Brasil recebeu o Japão pelas quartas de final e goleou os asiáticos por 8 a 4, gols marcados por Alisson (2), Filipe, Bruno Xavier, Rodrigo, Brendo, Edson Hulk e Catarino. Yamada, Oba (2) e Kawai descontaram para os japoneses.
No dia 24 de fevereiro, o Brasil venceu o Irã por 3 a 2 de virada, a terceira na competição. Após começar perdendo a semifinal por 2x0 para o Irã, o Brasil conseguiu empatar e após Brendo receber de Bruno Xavier, ele domina no peito e manda de voleio para virar o jogo para o Brasil restando menos de um minuto para o fim do tempo normal uma vitória heroica que classificou para a decisão.
A final da Copa do Mundo ocorreu em 25 de fevereiro entre Brasil e Itália, onde a Canarinho venceu por 6 a 4 com três dos seis gols brasileiros marcados pelo atacante Rodrigo completaram o placar Bruno Xavier e Brendo que também balançaram as redes. Rodrigo foi o grande destaque da final, além de ter marcado três vezes, ele forçou a expulsão do goleiro Casapieri, considerado o melhor do mundo na atualidade. O goleiro Tiago Bobô foi eleito o Luva de Ouro e o atacante Mauricinho recebeu a Bola de Prata, como segundo melhor jogador do Mundial.

## Jogadores de destaque
- Robertinho
- Júnior Negão
- Neném
- Júnior
- Benjamin
- Magal
- Mão
- Daniel
- Jorginho
- Buru
- Juninho
- Bruno Malias
- Zico
- Betinho
- Bueno
- André
- Jorginho
- Bruno Xavier
- Tiago Bobô
- Catarino
- Edson Hulk
- Mauricinho

## Equipe atual
Atletas convocados para a CONMEBOL Liga Evolución de Futebol de Areia de 2024:
| Nome           | Posição  | Clube          |
| Goleiros       | Goleiros | Goleiros       |
| -------------- | -------- | -------------- |
| Tiago Bobô     | Goleiro  | Sampaio Corrêa |
| Matheus Teleco | Goleiro  | Vasco da Gama  |
| Fixos          |          |                |
| Brendo Chagas  | Fixo     | Anchieta-ES    |
| Bruno Xavier   | Fixo     | Anchieta-ES    |
| Diogo Catarino | Fixo     | Catania BS     |
| Alas           |          |                |
| Datinha        | Ala      | Sampaio Corrêa |
| Mauricinho     | Ala      | Kristall       |
| Pivôs          |          |                |
| Alisson Maciel | Pivô     | ABC            |
| Edson Hulk     | Pivô     | Sampaio Corrêa |
| Rodrigo Soares | Pivô     | Flamengo       |

## Desempenho na Copa do Mundo FIFA de Futebol de Areia
| Copa do Mundo | Copa do Mundo    | Copa do Mundo | Copa do Mundo | Copa do Mundo | Copa do Mundo | Copa do Mundo | Copa do Mundo | Copa do Mundo |
| Ano           | Fase             | Posição       | J             | V             | E[i]          | D             | GP            | GC            |
| ------------- | ---------------- | ------------- | ------------- | ------------- | ------------- | ------------- | ------------- | ------------- |
| 2005          | Terceiro Lugar   | 3/12          | 4             | 3             | 1             | 0             | 30            | 11            |
| 2006          | Campeão          | 1/16          | 6             | 6             | 0             | 0             | 52            | 16            |
| 2007          | Campeão          | 1/16          | 6             | 5             | 1             | 0             | 43            | 19            |
| 2008          | Campeão          | 1/16          | 6             | 6             | 0             | 0             | 34            | 15            |
| 2009          | Campeão          | 1/16          | 6             | 6             | 0             | 0             | 47            | 19            |
| 2011          | Vice-Campeão     | 2/16          | 6             | 3             | 2             | 1             | 33            | 28            |
| 2013          | Terceiro Lugar   | 3/16          | 6             | 5             | 0             | 1             | 28            | 17            |
| 2015          | Quartas-de-final | 5/16          | 4             | 3             | 0             | 1             | 16            | 11            |
| 2017          | Campeão          | 1/16          | 6             | 6             | 0             | 0             | 38            | 15            |
| 2019          | Quartas-de-final | 5/16          | 4             | 3             | 0             | 1             | 32            | 15            |
| 2021          | Quartas-de-final | 5/16          | 4             | 2             | 0             | 2             | 18            | 12            |
| 2024          | Campeão          | 1/16          | 6             | 6             | 0             | 0             | 29            | 18            |
| 2025          | Campeão          | 1/16          | 6             | 6             | 0             | 0             | 30            | 8             |

## Títulos
| MUNDIAIS                        | MUNDIAIS | MUNDIAIS                                                                                      |
| Competição                      | Vezes    | Ano                                                                                           |
| ------------------------------- | -------- | --------------------------------------------------------------------------------------------- |
| Copa do Mundo                   | 16       | 1995, 1996, 1997, 1998, 1999, 2000, 2002, 2003, 2004, 2006, 2007, 2008 2009, 2017 2024 e 2025 |
| Copa Intercontinental           | 3        | 2014, 2016 e 2017                                                                             |
| Mundialito                      | 15       | 1994, 1997, 1999, 2000, 2001, 2002, 2004, 2005, 2006, 2007, 2010, 2011, 2016, 2017 e 2023     |
| Jogos Mundiais de Praia         | 1        | 2019                                                                                          |
| CONTINENTAIS                    |          |                                                                                               |
| Competição                      | Vezes    | Ano                                                                                           |
| Copa América                    | 14       | 1994, 1995, 1996, 1997, 1998, 1999, 2003, 2012, 2013, 2014, 2016, 2018, 2023 e 2025           |
| Copa Latina                     | 9        | 1998, 1999, 2001, 2002, 2003, 2004, 2005, 2006 e 2009                                         |
| Copa Mercosul                   | 5        | 1997, 1998, 1999, 2001 e 2012                                                                 |
| Campeonato Sul-Americano        | 3        | 2008, 2015 e 2016                                                                             |
| Jogos Sul-Americanos de Praia   | 5        | 2009, 2011, 2014, 2019 e 2023                                                                 |
| Eliminatórias para a Copa Mundo | 8        | 2006, 2008, 2009, 2011, 2015, 2017, 2019 e 2021                                               |
| Liga Sul-Americana              | 4        | 2017, 2018, 2019 e 2022                                                                       |

## Outros títulos
- Campeonato da CONMEBOL–CONCACAF: 1 (2005)
- Liga Mundial: 1 (2001)
- Miami Cup: 3 (1995, 1997, 2011)[24]
- Copa das Nações de Beach Soccer: 3 (2007, 2013, 2013 II)[25]
- Liga Sul-Americana de Futebol de Areia-Grupo Norte: 2 (2017,[26] 2018[27])
- Liga Sul-Americana de Futebol de Areia-Grupo Sul:1 (2019[28])
- Torneio das Americas: 1 (2006)
- Copa Ciudad de Encarnación: 2 (2012, 2013)
- Copa Riviera Maya: 2 (2013, 2014)
- Copa Pílsener: 1 (2014)
- Torneio Internacional de Futebol de Areia: 1 (2013)[29]
- Copa do Descobrimento: 1 (2000)
- Pro Beach Soccer Tour Durban: 1 (2006)
- Copa Partido de La Costa: 1 (2012)
- Taça de La Pátria: 1 (2012)
- Torneio de Montevidéu: 2 (2004, 2005)
- Torneio PBST Acapulco: 1 (2000)
- Torneio PBST Turkey: 1 (2000)
- Torneio PBST Tignes: 1 (2004)
- Torneio PBST Amneville: 1 (2005)
- Copa Vodacom PBST Durban: 1 (2006)
- Desafio Internacional — Seleção Brasileira x Seleção do Mundo: 7 (2006, 2007, 2007, 2009, 2009, 2010, 2012)
- Campeonato Sul-Americano de Futebol de Areia Sub 20: 1 (2017)
- Grand Prix Internacional da China: 1 (2017)[30]

## Galeria de imagens

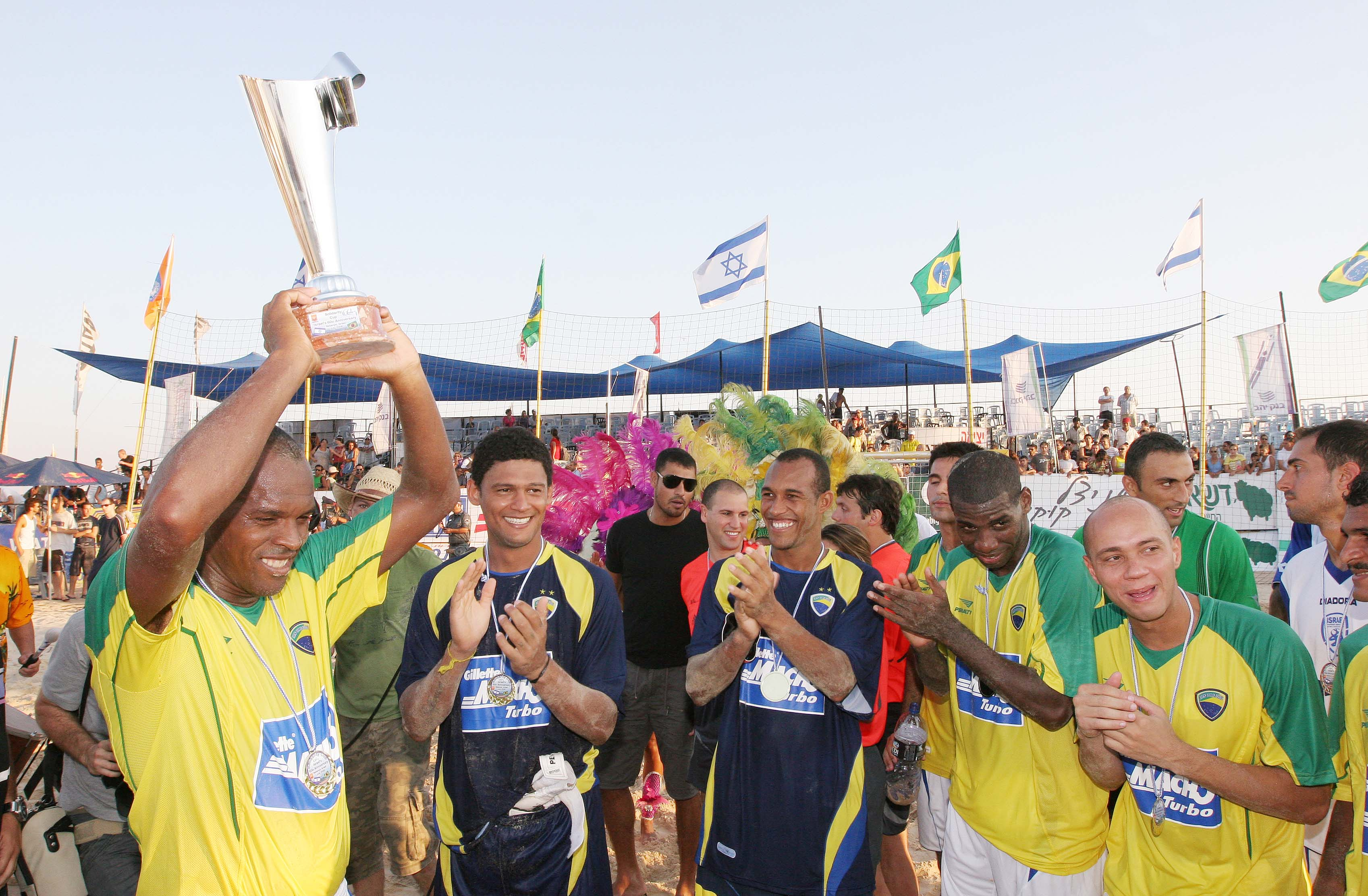
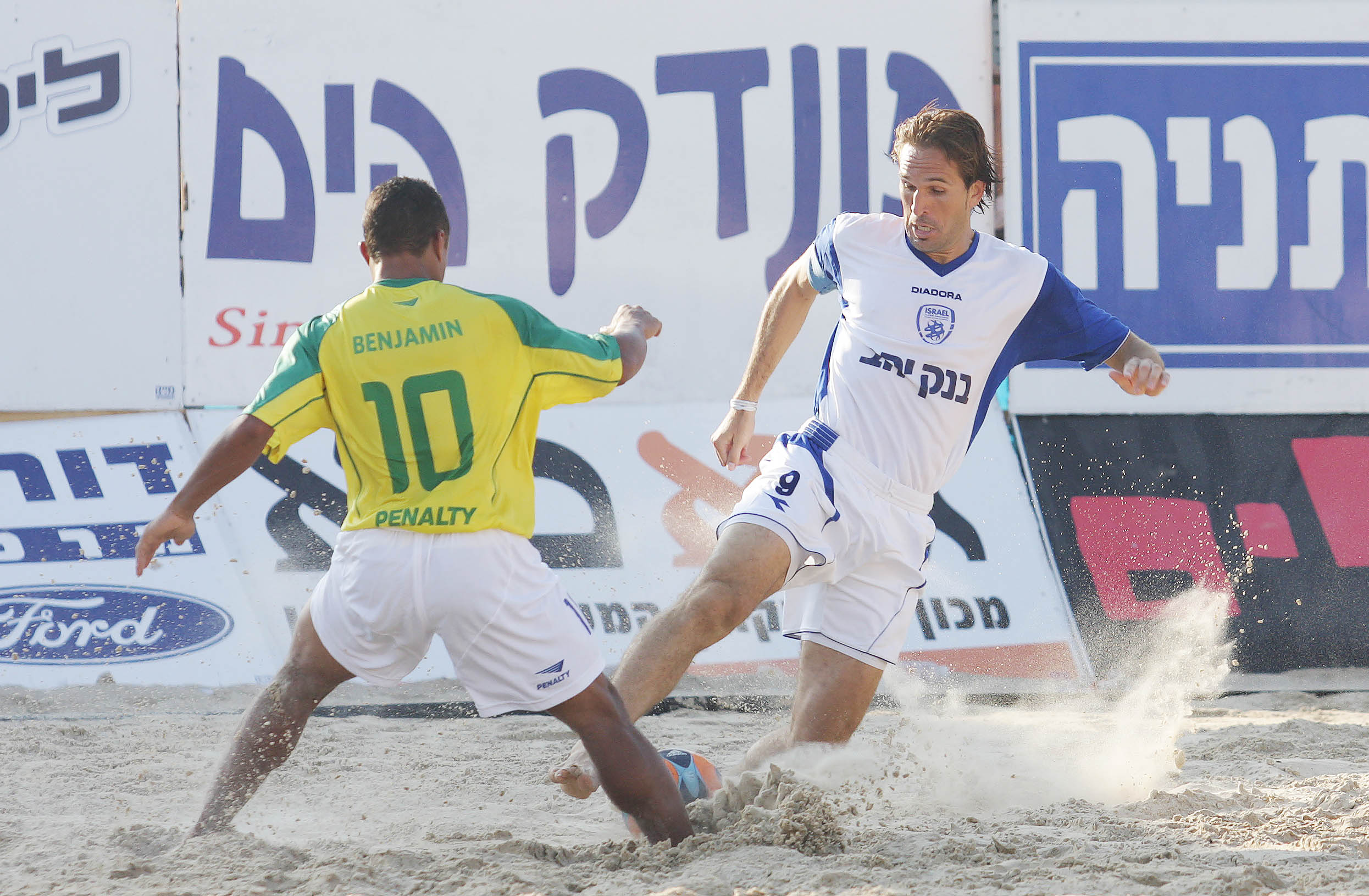
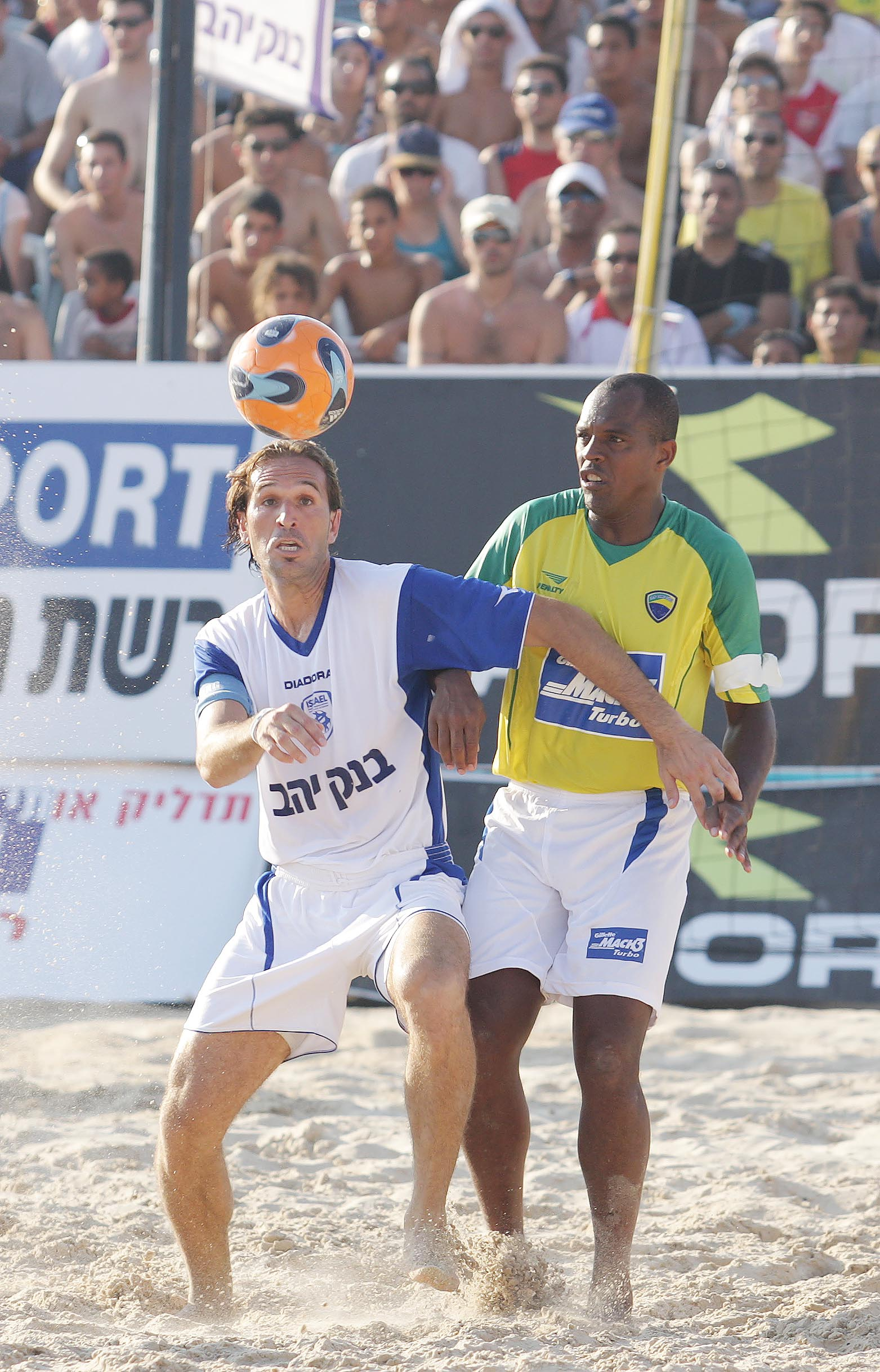
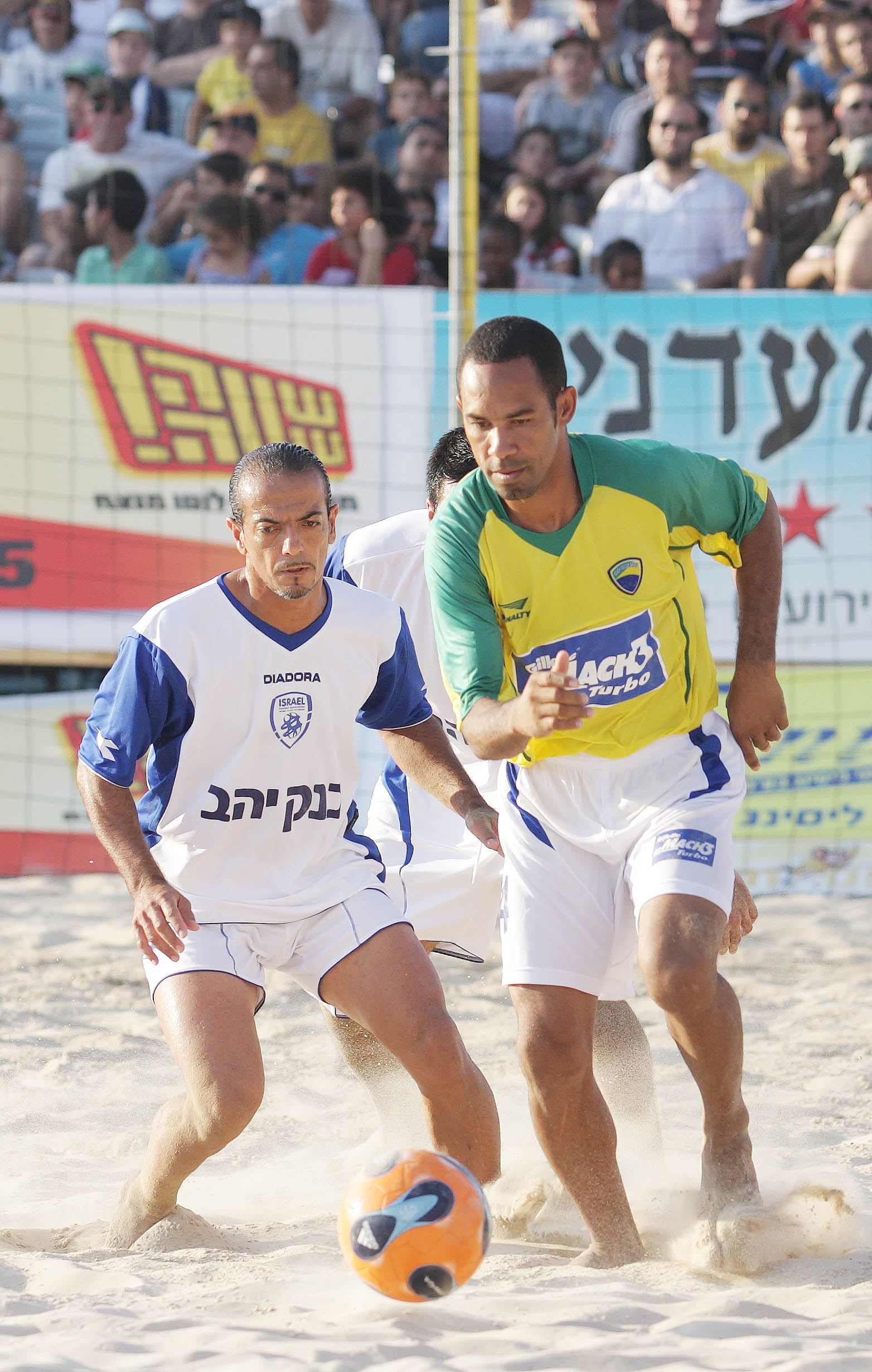
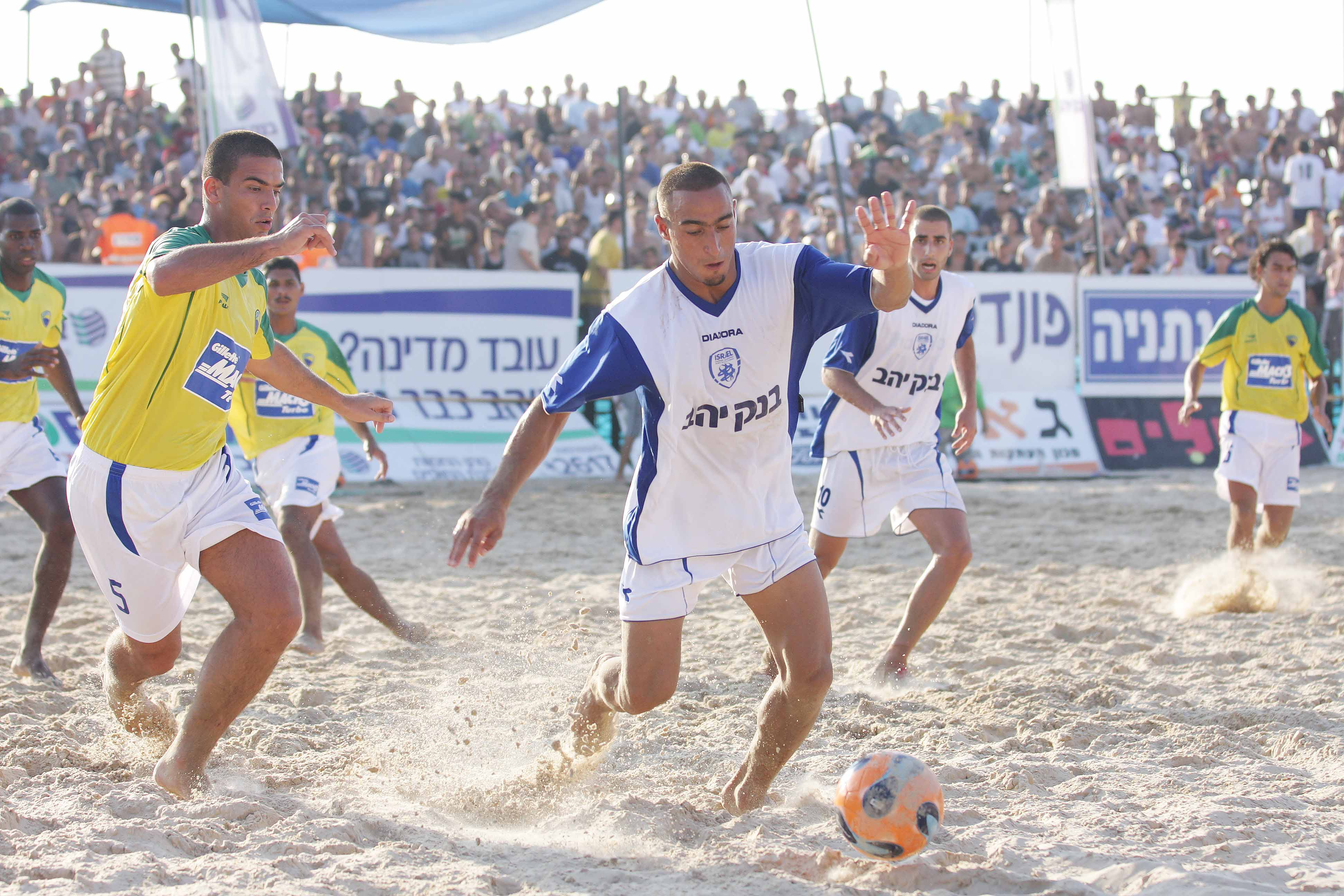
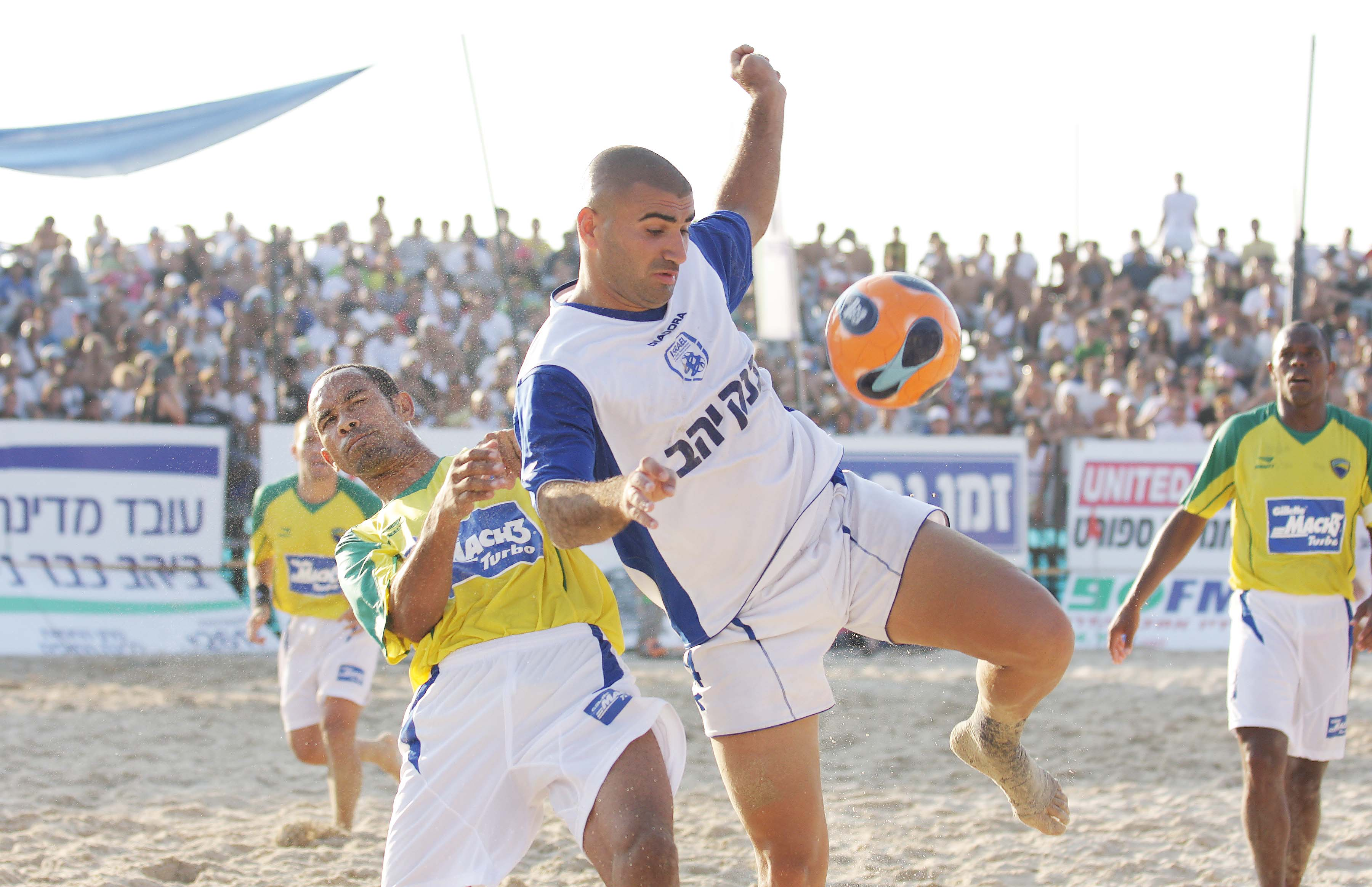
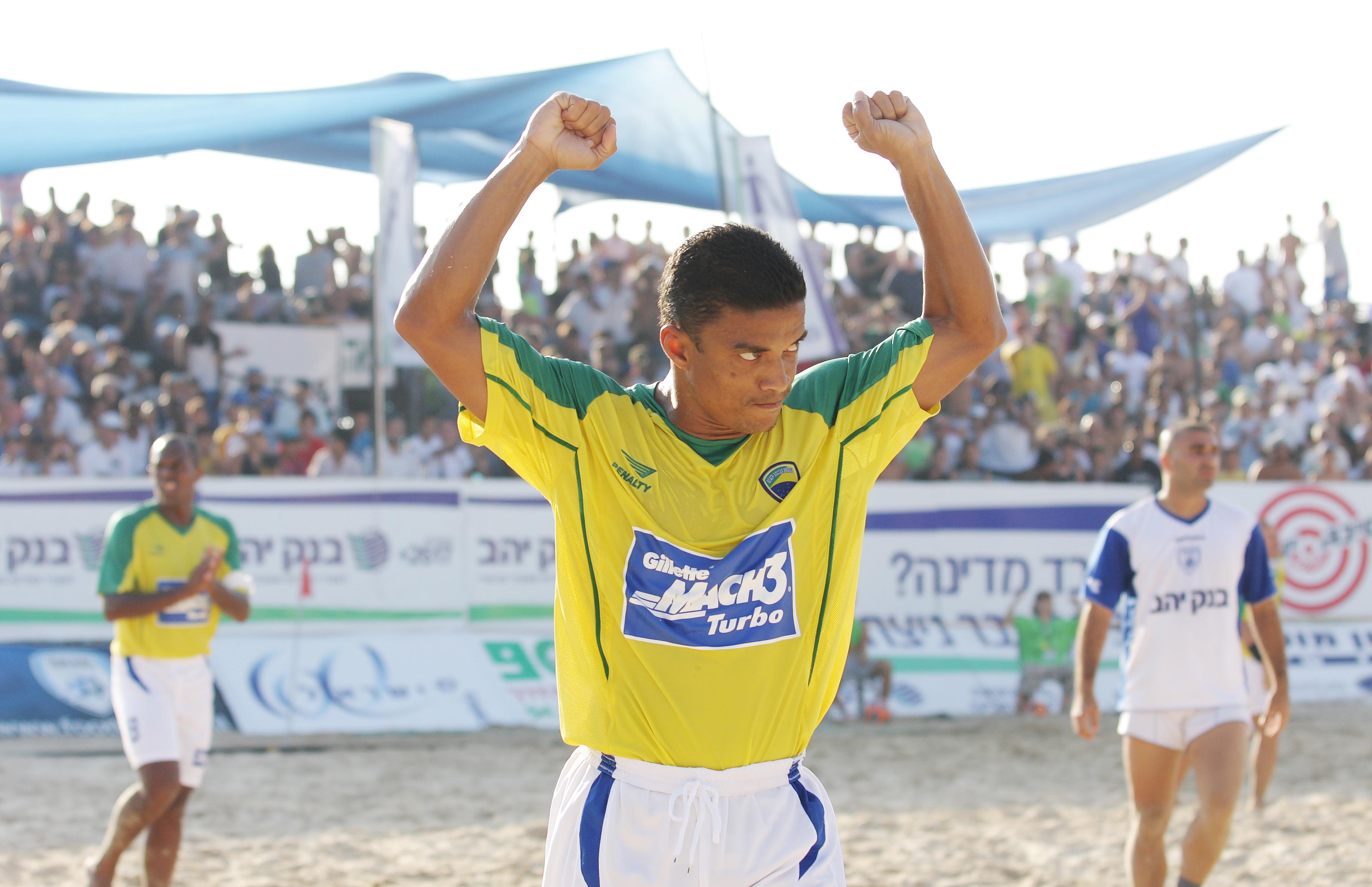
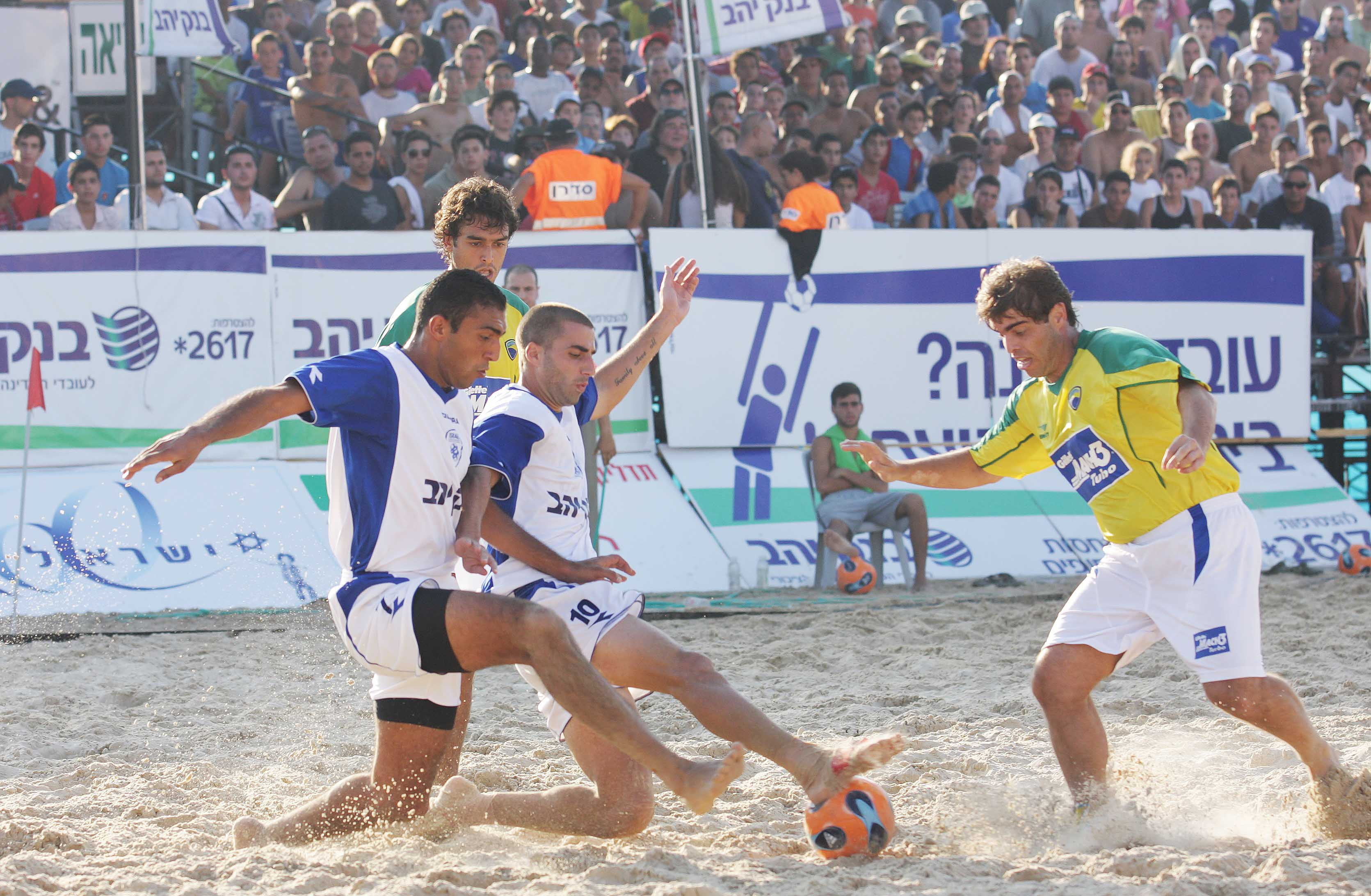